# Кабаличи

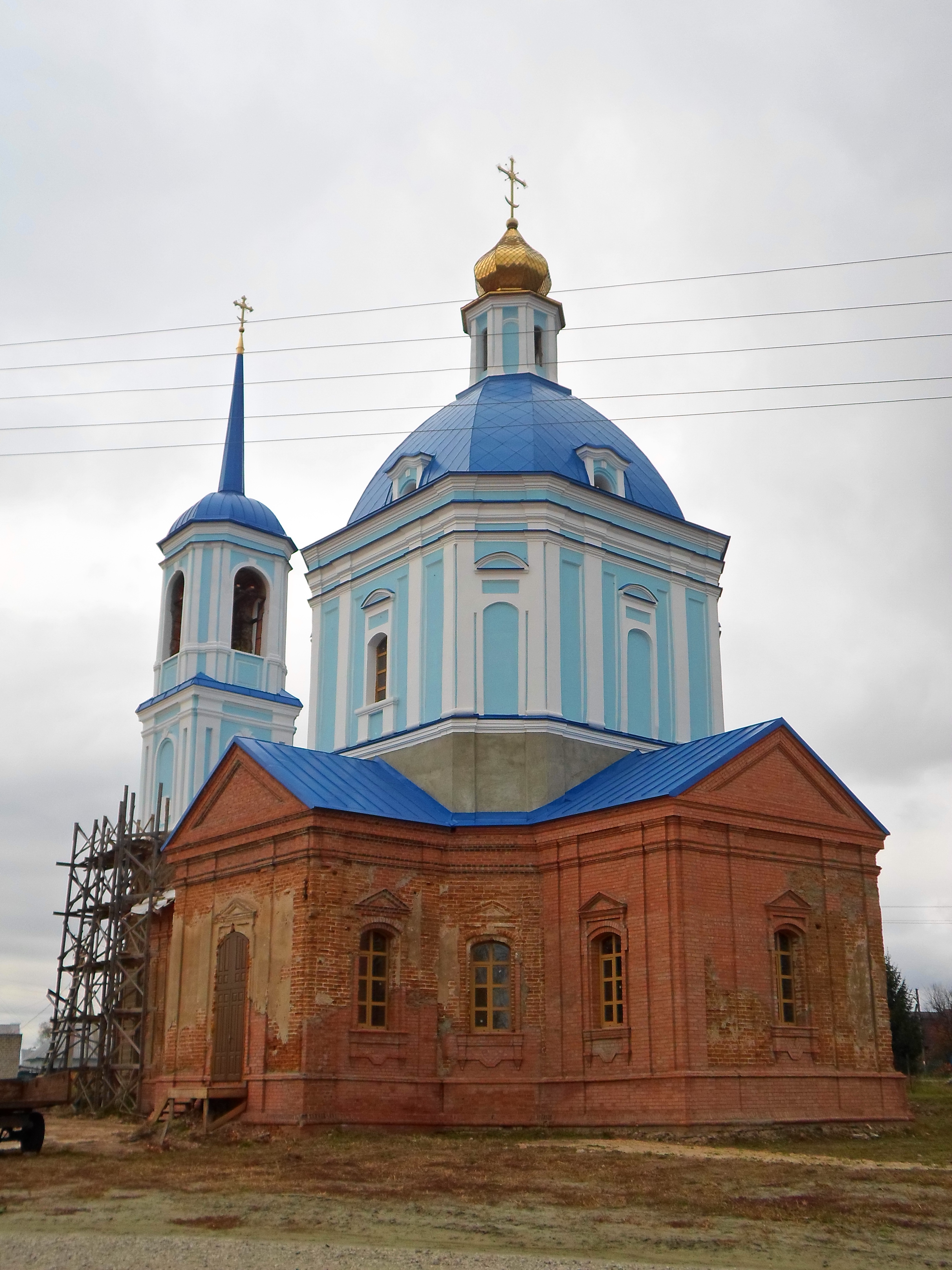
Церковь Рождества Богородицы в селе Кабаличи

Каба́личи — село в Брянском районе Брянской области, в составе Глинищевского сельского поселения. Расположено в 8 километрах к западу от границ города Брянска, в 1 км к северу от села Глинищево. Население ↗626 человека (2013). Имеется библиотека.

## История
Впервые упоминается в 1610 году (как сельцо Кобыличье); бывшее владение Тютчевых, в XIX веке — также Игнатьевых. Приход храма Рождества Богородицы упоминается с 1654 года (нынешнее строение 1768—1779 гг.).
В XVII—XVIII вв. входило в состав Подгородного стана Брянского уезда; с 1861 по 1924 в Госамской волости Брянского (с 1921 — Бежицкого) уезда. В 1882 году была открыта земская школа. В начале XX века было известно выделкой овчин.
В 1924—1929 входило в Бежицкую волость; с 1929 года в Брянском районе. В 1959—2000 — в Хотылёвском сельсовете.
Родина декабриста А. И. Тютчева (1801—1856).

## Достопримечательности
- Храм Рождества Богородицы — памятник архитектуры XVIII века.[4]:164-165